# Dicerandra densiflora
Dicerandra densiflora är en kransblommig växtart som beskrevs av George Bentham. Dicerandra densiflora ingår i släktet Dicerandra och familjen kransblommiga växter. Inga underarter finns listade i Catalogue of Life.